# 長澤英俊

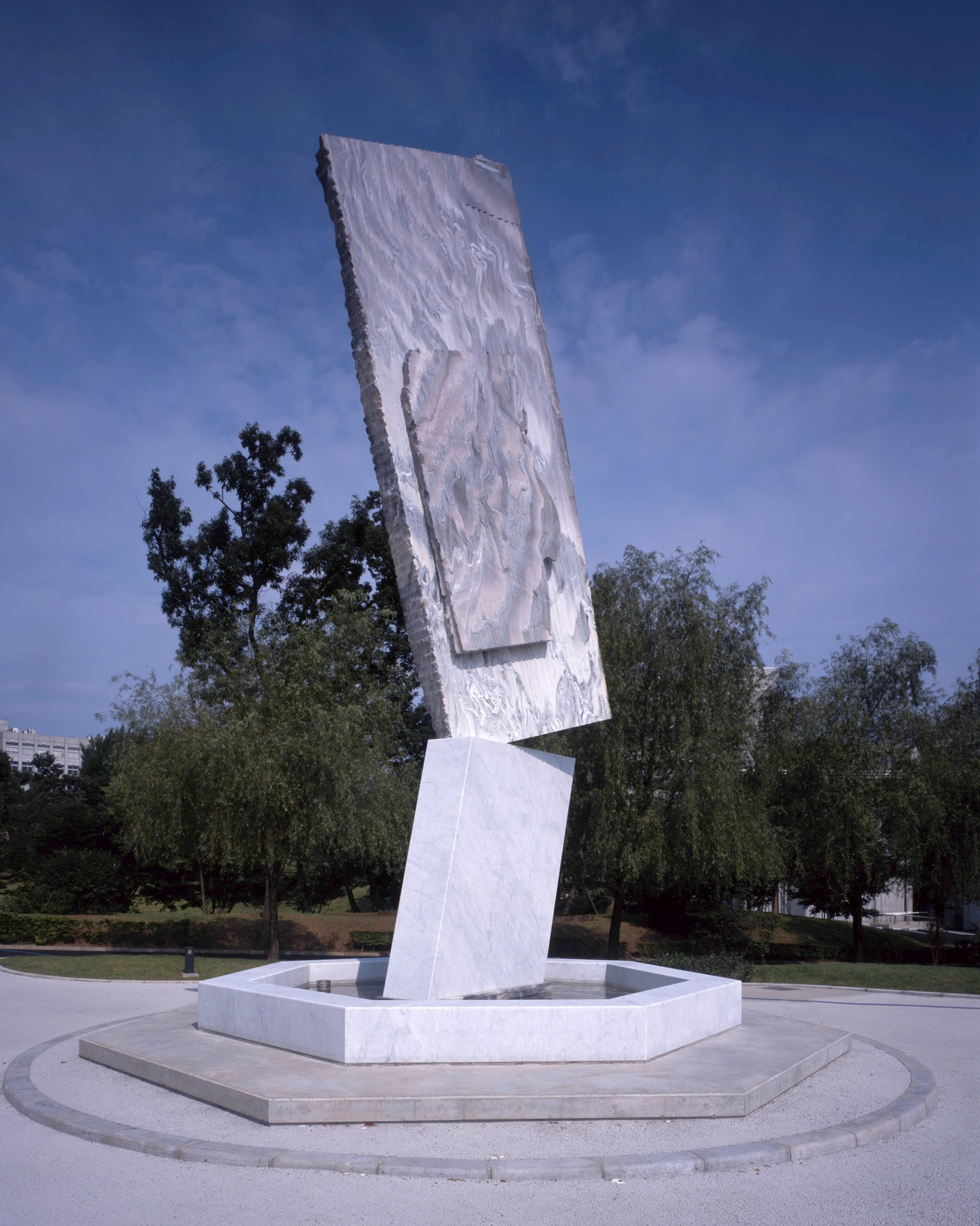
Tindari,ティンダリ2007

長澤 英俊（ながさわ ひでとし、1940年10月30日 - 2018年3月24日）は日本の彫刻家。現在の中国黒龍江省生まれ。

## 経歴
父親が日本軍の軍医として勤務していた満洲国牡丹江省東寧（トウネイ―現在の中国吉林省東寧・トンニン）で生まれた。1945年の敗戦時、ソ連軍が満洲に侵攻してきたため、長澤と家族は、突然の引揚げを余儀なくされた。助産婦だった母親の実家のある埼玉県比企郡川島郷三保谷村（現在の川島町）に定住した長澤は、県立川越高校時代に数学と絵画に傾倒し、多摩美術大学に進学してからは1963年の卒業まで、建築とインテリア・デザインを学ぶかたわら、空手と徒歩旅行に打ち込んだ。その間、東京上野で毎年開催されていた読売アンデパンダン展などをとおして「グタイ」、「ネオダダ」など当時最先端の前衛動向に親しく接し、芸術の本質が物質･物体に記録されなくても行為と精神に宿るものであることを理解した。
1966年、半年前に結婚したばかりの長澤は、世界的視野の中で芸術家になることを決意し、500ドルと自転車のみをもって単身、ユーラシア横断の旅に出た。タイ、シンガポール、インド、パキスタン、アフガニスタン、イラン、イラク、シリア等、アジア・中近東の諸地域でさまざまな文化遺産、習俗、宗教、生活との接触を重ねた末、トルコにたどり着き、たまたまラジオから流れるモーツァルトの音楽を耳にしたとき、自分がすでに西洋的な文物への親近感をどれほど多く身に着けていたかを実感した。それはまた、文化や宗教の多様性を尊重しつつも、相接する民族と文化の間では相違よりも類似の方が大きいとみる、のちのちまで持続する信念を彼に刻み込んだ体験でもあった。その後、ギリシャを経てブリンディジからイタリアに入った長澤は、各地の美術館や名跡をしらみつぶしに見て回り、1967年8月、ミラノにたどり着いた時点で旅の中断を余儀なくされ、またその地の世態人情に感じるところもあって、ヨーロッパの最西端まで行くはずの計画に終止符を打った。満州からの引揚げ以来、学生時代の徒歩による日本国内行脚から、ミラノまでの伝説的なユーラシア横断行へと、長澤の幼年期･青年期を彩った旅は、それ自体が時間と空間に生きる自身の存在の意味に対する彼の絶えざる問いかけの行動であったと思われるが、旅はまた、芸術することの意味を掘り下げて止まない彼の作品行為の一つ一つに刻まれて、その後の制作を色濃く性格づけることになった。
ほどなくミラノ郊外のセスト・サン・ジョヴァンニのアパートに拠点を得た長澤は、その地でエンリコ・カステッラーニ、ルチアーノ・ファブロ、マリオ・ニグロ、アントニオ・トロッタら優れた芸術家たちと知的･芸術的な交友関係を結び、日本から呼び寄せた妻公子との間に２児（竜馬、妙）をもうけた。とりわけファブロとは、評論家で美術史家のヨーレ・デ・サンナも交えて、1979年にミラノ市内に若い芸術家たちの交流・研鑽の場となる「芸術家の家」を共同で設立するなど、長澤がミラノ中心部のブラマンテ通りに居を移した後も、生涯の交わりを持った。長澤がミラノに定着した1967年からの数年間、イタリアは政治的動揺のさなかにあり、美術界ではファブロもその一員に数えられるアルテ・ポーヴェラの動向が国際的な注目を集めた時期である。しかし、長澤はその動向の至近距離に位置していながらも、いかなる党派、運動にも加担せず、単独で自身の芸術的課題を掘り下げてゆき、多くの個展・グループ展参加をイタリアとヨーロッパ各地で展開した。1990年から2002年まで、ミラノのヌオーヴァ・アッカデミア・ディ・ベッレ・アルティ(NABA)で諸外国からやってくる芸術志望の若者たちを熱心に指導した。また2004年からはミラノの国立ブレラ美術アカデミーと東京の多摩美術大学で客員教授を務めた。

## 作品の発表活動
招待出品した主なグループ展を地域的多様性に配慮して列挙すると、ヴェネチア･ビエンナーレ（72、76、82、88、93年）、パリ青年ビエンナーレ（73年）、「日本―伝統と現代」（74年、デュッセルドルフ）、ミデルハイム・ビエンナーレ「日本の彫刻家20人」（75年、アントワープ）、「1960－78年イタリアのアーティストの映画と実験映画」（78年、パリ）、「近代イタリア美術と日本」（79年、大阪）、「70年代イタリアの造形探求」（82年、ウィーン）、「Sonsbeek ’86」（86年、オランダ）、「Chambre d’amis」（86年、ゲント）、ミデルハイム･ビエンナーレ「現代日本彫刻」（89年、アントワープ）、「フィウマーラの芸術」（89年、メッシーナ）、「独創性」（90年、グラスゴー）、「イタリアの現代美術’70‐’80」（91年、ブダペスト）、「イタリアの抽象芸術」（91年、ストックホルム）、ドクメンタ（92年、カッセル）、ミラノ・トリエンナーレ（94年）、「日本の現代美術1885－95」（95年、東京）、カッラーラ国際彫刻ビエンナーレ（98年、カッラーラ）、クレリア・ビエンナーレSPAS（99年、スイス）、「Made in Italy? 1951-2001」（01年、ミラノ）、「愛情の場所　風景－通過」（03年、ブリュッセル）、「現代日本彫刻展」（05年、宇部）、「ジョルジョ・デ・キリコ　その謎と栄光」（06年、カタンツァロ）、「20世紀・21世紀美術の代表的作家の＜普遍性＞」（09年、カターニア）などが挙げられるが、これら以外のグループ展でも多くの作品が発表されている。
個展は1970年以降数知れず開催しているが、80年代以降は画廊に作品を置くという通常の個展形式からしだいに自由になり、個人や共同体からの要望に応えて、既存の建物や私的・公共的な施設など多様な空間条件を生かしたサイト・スペシフィックな制作に重点を置くようになった。いきおい、作品はしばしば建築的規模を帯び、ときには庭園としての構造を具えるまでになっている。現代美術でもきわめてユニークなその活動はイタリアではほとんど全土に及んでいるが、1996年にはスペインのパルマ・デ・マヨルカにあるビラール・ジョアン・ミロ財団に招かれて3相複合体の≪庭≫を設置し、より広く注目されるところとなった。このミロ財団の≪庭≫が宇宙論的構造を孕んでいることからも明らかなように、長澤のサイト・スペシフィックな制作や庭園では、多くのパブリック･アートがしばしば共同体の要望や都市空間の条件に合わせて構想されるのと違って、彼が宇宙的意志の発露と信じているイデアの捕捉がつねに先行し、それの物質的・空間的現実化のために個々の与えられた条件が考慮され活用される仕組みとなっている。この点で、長澤の規模の大きな作品は70年代初期に始まったより凝密性の強い彫刻とは本質的に変わっておらず、事実、今日でもそのタイプの小規模な彫刻の制作は旺盛に続けられている。
回顧展的な規模の大きな個展は、1988年にミラノ現代美術展示館、1993年にボローニャ市立近代美術館（ヴィッラ・デッレ・ローゼ）、同年に水戸芸術館（「天使の影」）、96年にビラール・ジョアン・ミロ財団（パルマ・デ・マヨルカ）、2009－10年に川越市立美術館・埼玉県立近代美術館・国立国際美術館（大阪）・神奈川県立近代美術館（葉山）・長崎県美術館（巡回展「オーロラの向かう所」）で行なわれたが、それらに劣らず記憶されるのは、1995－96年の「京の町家」、および2009年の「Nagasawa in Kawajima＜夢うつつの庭＞」である。前者では京都下京区に残る伝統的な町家が、後者では長澤の故郷川島町にある遠山記念館の古い純日本式邸宅が、それぞれの室内・内庭ともに全面的に活用されて、複数の新作がすべてサイト・スペシフィックに制作・設置された。古い和風建築様式が現代芸術家の造形と共振した稀な例として注目された。なお、09－10年の巡回展等の活動により、長澤は2009年度の芸術選奨文部科学大臣賞（美術部門）を受賞した。

## 恒久設置された作品
個展やグループ展でサイト・スペシフィックに制作設置された長澤の作品は、しばしば企画者や共同体に請われて永久保存されているが、わけても、89年にシチリアの「フィウマーラの芸術」展の際、谷川のほとりの地中に埋設した≪金の舟の部屋≫は、「目に見えなくても、地上的秩序に逆らってでも、確かに存在することを告げて止まないもの」に対する長澤の確信を驚くべき大胆な構造で具現し、永久保存されることになった。この作品は、当初、河川法違反の疑いをかけられて係争事件となった際、イタリア内外から芸術家への支持が澎湃として沸き起こったことで多くの人々の記憶に刻まれたが、10年あまりに及ぶ裁判で勝訴となり、2000年6月、最終的に作家の意図に従って土石で封鎖され、文字通り「見えない存在」としての作品が完成した。
他に恒久保存の対象となった作品としては、≪イッペルウラーニオ≫（96年、チェレ）、≪銀梅花の庭≫（97年、トルトーリ）、≪エーベの庭≫（00年、ブリジゲッラ）、≪茶室の庭≫（01年、チェルタルド）、≪平和のための庭≫（06年、カザラーノ）、≪反転の庭≫（08年、クァッラータ）等、イタリア各地に設置された独創的な庭園＝彫刻のかずかずや、重力の思いがけぬ転用で重いはずの物体を軽々と吊り上げて見せる一連の≪空の井戸≫などが特記される。しかしながら、長澤自身は、多くのパブリック･アート作家たちと違って、作品が保存されることを制作の最優先条件としたことはなかった。物質･物体としての巨大作品を地上に残し、歴史に名を刻むことは、イデアという深奥の宇宙的原理の捕捉と開示をこそ望む長澤にとって二次的な関心事でしかないからである。
日本国内に恒久設置された作品には、つくばセンタービル前庭の≪樹≫（1983年）、新宿アイランドの≪プレアデス≫（1994年）、東京ビッグサイトの≪七つの泉≫（1995年）、東京・足立区役所の≪オーロラの向う所≫（1996年）、長野市南長野運動公園の≪稲妻≫（2004年）、宇部市常盤公園の≪メリッサの部屋≫（2005年、のち市内真締公園に移設）、多摩美術大学八王子キャンパスの≪ティンダリ≫（2007年）がある。

## 長澤芸術の特徴
長澤は自分の芸術が他の何よりもイデアに発するものであることを一貫して公言してきた。実際、作品から感じ取られる彼の制作の特徴は、人々の日常生活や自然界や宇宙の時空間に遍在し、それらすべての存在を根拠づけ、秩序づけているものでありながら、人々が容易には気付かないでやり過ごしてしまっている深奥の原理（イデア）を捕捉すること、と同時に、その宇宙的原理が的確に知覚され感受されるのに最もふさわしい物質的素材と空間的条件を吟味し、かつそれに必要不可欠な人間的（生物的）・工学的技術を活用すること、として要約できるだろう。この1点において、長澤の制作は、1960年代末のたぶんに概念的な手法を駆使したオブジェ、映像、パフォーマンスから、1971年の≪車輪≫、≪オフィールの金≫、1972年≪柱≫等に始まるさまざまな素材を駆使した彫刻的興趣と凝密度の高い諸作品、1970年代末からの紙による作品、80年代以降の現実空間や公共施設に進出して展開した驚くべき工夫のかずかず、そして前述した庭園様の作品に至るまで、変わることがなかった。素材、様式、スケール等は類のない多様性を示してきたのに、イデアに発する芸術としての根本の性格は信じがたいほどの一貫性を保ってきたのである。たとえば、1991年の≪アルキメデスのコンパス≫以降、≪電光≫、≪天空の井戸≫などで幾度となく応用されてきた重力反転の隠れたメカニズムは、最も早い時期、上記の≪車輪≫や1969年の≪ピラミッドの頂点≫の制作に彼を駆りたてた「見えない核心の原理」の捕捉ということと同じ関心の産物なのである。
ここで見落とせないのは、長澤にとってイデアとは理性の別名ではなく、理性で捕らえるべきものですらないということである。イデアを最重視するとはいえ、長澤の中でつねに考慮されているのは、イデアと物質と技術のバランスのとれた共存であり協働である。素材としての物質や、発想にいつも寄り添う色や匂いや記憶の要素に対して、長澤ほど深い理解と関心を寄せる芸術家は少ない。長澤は本質的にカントではなくゲーテの末裔なのだ。たとえば、イデアと物質が分かちがたく働き合うとき、その結合の必然性はしばしば特定の色や匂いといった感覚を呼び覚まし、逆にそれら感覚によって呼び覚まされる。そのような研ぎ澄まされた感覚の覚醒は、分析的な頭脳が働くときの理性の支配する覚醒とは違って、イデアと物質、主観と客観、現象と記憶、物と技術等がまだ分離し対立するに至る以前の時点、したがって、眠りと目覚めがまだ分離していない状態での覚醒と考えられる。長澤がイデアの訪れに最も適した条件としてしきりに言及する「ドルミヴェリア」（dormiveglia夢うつつ）とは、そのように、イデアと物質と技術とが色や匂いや響きを催して、分かちがたく、かつ明瞭に感受される事態、宇宙と自然界と生命世界を律する真理が理知的弁別に先だって直接経験（直感）される事態なのであろう。ヨーロッパの同業者や批評家たちが、長澤の作品の奥に禅的なものの素養を感じると告白するのは、その意味ではけっして的外れではない。長澤がしばしば作品に蜜蝋を用いるのは、蜜蝋がミツバチという生命体の行使する理性以前の超個体的な技術の産物だからであり、また、その独特の匂いが物質と生命体の技術との分かちがたい境を満たしていることに、深く（論理以前に）感応しているからと思われる。また、長澤がある種の花の色や香りに特別な関心を寄せるのは、その色や香りが彼の幼年期の記憶と現在の知覚とを夢うつつの中でのように結びつけているからであろう。ちょうど、トルコにたどり着いた26歳の長澤が、ラジオから流れるモーツァルトの響きを耳にしたとたん、彼の体内で東洋と西洋とが分かちがたく結びついていたことを悟ったように。イデアと物質と技術とがそのような混融状態で活性化することを大切にする長澤は、当然のことながら、それら三者が分離して重く知覚されることを避け、作品が浮遊するがごとき「軽味」を発揮することをもって芸術の醍醐味としている。実際、途方もない物量と技術的工夫を投入したはずの彼の作品を前にして、人々は少しも渋滞や鈍重の印象を受けることはなく、イデアが説明的に押しつけられるように感じることもなく、妙なる楽音のいわく言いがたい響きに満たされたような自由と必然性を感得するのである。

## 参考書籍
- 『長沢英俊 天使の影』 （発行：水戸芸術館現代美術センター 1994年）
- 『宇宙意思としての芸術』（発行：財団法人小原流 1995年）
- 『京の町家』（発行：小西明子1996年）
- 『NAGASAWA IN KAWAJIMA 夢うつつの庭』（発行：遠山記念館 2009年）
- 『長澤英俊 オーロラの向かう所』（発行：長澤英俊展実行委員会 2009年）